# Cubitus (komiks)
Cubitus – francuskojęzyczna humorystyczna seria komiksowa stworzona przez belgijskiego scenarzystę i rysownika Luca Dupanloupa (tworzącego pod pseudonimem Dupa). Opowiada ona o dużym, białym, potrafiącym mówić psie imieniem Cubitus i jego panu Semaforze. Dupanloup jest twórcą pierwszych 39 tomów, ukazujących się w latach 1972–2002. Po jego śmierci w 2000 roku cykl został przejęty przez Pierre’a Aucaigne'a (scenariusz) i Michela Rodrigue'a (rysunki) i obecnie ukazuje się pod tytułem Les Nouvelles Aventures de Cubitus (Nowe przygody Cubitusa).

## Publikacja
Oryginalnym wydawcą serii jest wydawnictwo Le Lombard. Po polsku wydano cztery tomy Cubitusa: w 1990 roku wydawnictwo Orbita (tom 18) i w latach 2002–2003 wydawnictwo Podsiedlik, Raniowski i S-ka (tomy 1–3).

## Postaci
- Cubitus – wielki biały pies, który bardziej przypomina niedźwiedzia. Jest bardzo otyły. Charakterystyczne są pokaźny okrągły nos, niepohamowane myślenie o jedzeniu, długie spanie, chęć bycia docenianym.
- Semafor – właściciel Cubitusa. Otyły starszy pan z włosami i wąsami podobnymi do Alberta Einsteina. Zawsze nosi różowy sweter. Jest zapalonym wynalazcą. Na różne sposoby przymusza Cubitusa do testowania swoich wynalazków, co zwykle kończy się dla niego bardzo źle. Niejednokrotnie się kłócą, ale nie mogą bez siebie żyć.
- Seneszal – czarno-biały kot. Przed wszystkimi udaje grzecznego i niegroźnego. W rzeczywistości lubi robić kawały, których efekty są często bolesne. Wina najczęściej spada na Cubitusa. Inni rzadko dostrzegają prawdziwego sprawcę i najczęściej myślą, że ten uwziął się na Seneszala. Czasem udaje mu się wmówić Cubitusowi, że się zmienił i chce się zaprzyjaźnić. Jeśli Cubitus się nabierze, skutki są gorsze niż zwykle.

## Tomy
| Tom                                                               | Tytuł i rok wydania polskiego      | Tytuł i rok wydania oryginalnego            |
| seria Cubitus                                                     | seria Cubitus                      | seria Cubitus                               |
| ----------------------------------------------------------------- | ---------------------------------- | ------------------------------------------- |
| 1                                                                 | Najlepsze z najlepszych (2002)     | Du meilleur tonneau (1977)                  |
| 2                                                                 | Przedstawia swoich przodków (2003) | Cubitus illustre ses ancêtres (1977)        |
| 3                                                                 | Oscar dla Cubitusa (2003)          | Un Oscar pour Cubitus (1978)                |
| 4                                                                 |                                    | La corrida des hippopotames casqués (1979)  |
| 5                                                                 |                                    | Cubitus, pour les intimes (1980)            |
| 6                                                                 |                                    | Heureux qui, comme Cubitus (1981)           |
| 7                                                                 |                                    | Raconte-moi, Cubitus (1982)                 |
| 8                                                                 |                                    | Tu le fais exprès, ou quoi?!? (1983)        |
| 9                                                                 |                                    | L'ami ne fait pas le moine (1984)           |
| 10                                                                |                                    | Cubitus et la boîte qui parle (1984)        |
| 11                                                                |                                    | Chien sans souci (1985)                     |
| 12                                                                |                                    | Tu nous fais marcher (1985)                 |
| 13                                                                |                                    | Chien fidèle (1986)                         |
| 14                                                                |                                    | Pas de salades (1986)                       |
| 15                                                                |                                    | Est-ce bien sérieux? (1987)                 |
| 16                                                                |                                    | Alerte au pédalosaure (1987)                |
| 17                                                                |                                    | Quand tu nous tiens (1988)                  |
| 18                                                                | Pieszcząc Kubusia (1990)           | Tout en caressant (1988)                    |
| 19                                                                |                                    | Remets-nous ça! (1989)                      |
| 20                                                                |                                    | Toujours avec deux sucres (1989)            |
| 21                                                                |                                    | L'esprit égaré (1989)                       |
| 22                                                                |                                    | Les enquêtes de l'inspecteur Cubitus (1990) |
| 23                                                                |                                    | Donne la belle papatte (1990)               |
| 24                                                                |                                    | Tout ça, c'est des histoires (1991)         |
| 25                                                                |                                    | Chien sans accroc (1992)                    |
| 26                                                                |                                    | Cubitus se met au vert (1992)               |
| 27                                                                |                                    | Chat, ch'est du chien! (1993)               |
| 28                                                                |                                    | Copain toutes catégories (1993)             |
| 29                                                                |                                    | Cubitus fait toujours le beau (1993)        |
| 30                                                                |                                    | Au poil près (1994)                         |
| 31                                                                |                                    | Cubitus et les cumulus de Romulus (1994)    |
| 32                                                                |                                    | Mon chien quotidien (1995)                  |
| 33                                                                |                                    | Un bouquet garni pour Cubitus (1996)        |
| 34                                                                |                                    | Chien indispensable (1997)                  |
| 35                                                                |                                    | L'héritage du Pastaga (1998)                |
| 36                                                                |                                    | Cubitus ne mord jamais (1999)               |
| 37                                                                |                                    | Si tous les gags du monde... (2000)         |
| 38                                                                |                                    | Ça n'arrive qu'à toi... (2001)              |
| 39                                                                |                                    | Tu te la coules douce... (2002)             |
| seria Les Nouvelles Aventures de Cubitus (Nowe przygody Cubitusa) |                                    |                                             |
| 1                                                                 |                                    | En avant toute! (2005)                      |
| 2                                                                 |                                    | Un chien peut en cacher un autre (2006)     |
| 3                                                                 |                                    | En haut de la vague! (2007)                 |
| 4                                                                 |                                    | Tous des héros! (2008)                      |
| 5                                                                 |                                    | La Truffe dans le Guidon ! (2009)           |
| 6                                                                 |                                    | Mon chien à moi! (2010)                     |
| 7                                                                 |                                    | Le Chat du radin (2012)                     |
| 8                                                                 |                                    | La Guerre des boulons (2013)                |
| 9                                                                 |                                    | L'École des chiens (2014)                   |
| 10                                                                |                                    | Cubitus a tout inventé! (2015)              |
| 11                                                                |                                    | Super-Héros! (2016)                         |
| 12                                                                |                                    | Vu à la télé! (2017)                        |
| 13                                                                |                                    | À la poursuite du crayon fétiche! (2018)    |

## Adaptacja telewizyjna
Na podstawie Cubitusa powstał japoński serial animowany Dommel, w którym zmieniono imiona postaci.